# Campionati statunitensi di sci alpino 1967
I Campionati statunitensi di sci alpino 1967 si disputarono a Missoula; furono assegnati i titoli di discesa libera, slalom gigante, slalom speciale e combinata, sia maschili sia femminili.
Trattandosi di competizioni valide anche ai fini del punteggio FIS, vi parteciparono anche sciatori di altre federazioni, senza che questo consentisse loro di concorrere al titolo nazionale statunitense.

## Risultati

### Uomini

#### Discesa libera
| Pos. | Atleta          | Nazione     |
| ---- | --------------- | ----------- |
| 1    | Dennis McCoy    | Stati Uniti |
| 2    | ?               | ?           |
| 3    | Scott Henderson | Canada      |
| 4    | ?               | ?           |

#### Slalom gigante
| Pos. | Atleta           | Nazione  |
| ---- | ---------------- | -------- |
| 1    | Dumeng Giovanoli | Svizzera |
| 2    | ?                | ?        |
| 3    | Scott Henderson  | Canada   |
| 4    | ?                | ?        |
| 5    | ?                | ?        |

#### Slalom speciale
| Pos. | Atleta      | Nazione     |
| ---- | ----------- | ----------- |
| 1    | Jimmy Heuga | Stati Uniti |
| 2    | ?           | ?           |
| 3    | ?           | ?           |

#### Combinata
| Pos. | Atleta           | Nazione  |
| ---- | ---------------- | -------- |
| 1    | Dumeng Giovanoli | Svizzera |
| 2    | ?                | ?        |
| 3    | ?                | ?        |
| 4    | ?                | ?        |

### Donne

#### Discesa libera
| Pos. | Atleta       | Nazione |
| ---- | ------------ | ------- |
| 1    | Nancy Greene | Canada  |
| 2    | ?            | ?       |
| 3    | ?            | ?       |
| 4    | ?            | ?       |

#### Slalom gigante
| Pos. | Atleta           | Nazione     |
| ---- | ---------------- | ----------- |
| 1    | Sandy Shellworth | Stati Uniti |
| 2    | ?                | ?           |
| 3    | ?                | ?           |

#### Slalom speciale
| Pos. | Atleta      | Nazione     |
| ---- | ----------- | ----------- |
| 1    | Penny McCoy | Stati Uniti |
| 2    | ?           | ?           |
| 3    | ?           | ?           |

#### Combinata
| Pos. | Atleta      | Nazione     |
| ---- | ----------- | ----------- |
| 1    | Karen Budge | Stati Uniti |
| 2    | ?           | ?           |
| 3    | ?           | ?           |